# Loretta de Briouze
Loretta de Briouze, née vers 1185 et morte le 4 mars 1266 ou 1267, est comtesse de Leicester par son mariage avec Robert IV de Beaumont. Elle est l'une des cinq filles de Guillaume III de Briouze, seigneur de Bramber dans le Sussex, de Radnor, d'Abergavenny et de Brecon au pays de Galles, et de sa femme, Maud de Briouze, née Saint-Valery.
Sa famille perd la faveur royale quelques années après qu'elle est devenue veuve en 1205. Sa mère et son frère meurent emprisonnés, tandis que Loretta et son père partent en exil en France. À son retour en Angleterre en 1214, ses terres confisquées sont retournées à condition qu'elle ne se remarie pas sans la permission royale et, en 1221, elle prend le voile et vit en recluse à l'abbaye de Hackington près de Canterbury jusqu'à sa mort en 1266 ou 1267.

### Sources
- F.M. Powicke, "Loretta, Countess of Leicester", Historical Essays in Honour of James Tait, ed. J. G. Edwards et al. (Manchester: 1933), p. 247–274